# Bobby Convey
Robert "Bobby" Francis Convey (Philadelphia (Pennsylvania), 27 mei 1983) is een voormalig Amerikaans voetballer die meest recentelijk uitkwam voor de New York Red Bulls. Tussen 2000 en 2008 speelde hij meer dan veertig interlands voor het Amerikaans voetbalelftal.

## Clubcarrière
Bobby Convey werd in de MLS SuperDraft van 2000 uitgekozen door D.C. United. Op 25 maart 2000 speelde hij zijn eerste wedstrijd voor United tegen Los Angeles Galaxy. In juli 2004 maakte hij de overstap naar Reading FC waar hij een contract voor drie seizoenen tekende. Hij maakte zijn debuut voor die club tegen West Ham United. Hij maakte deel uit van het team dat in 2006 in staat was om de Championship te winnen. Hij scoorde dat seizoen ook zijn eerste doelpunt voor de club in de wedstrijd tegen Millwall FC die met 5-0 werd gewonnen.
Door een blessure aan de knie miste Convey een groot deel van het seizoen in de Premier League. Uiteindelijk verliet hij de Engelse club in februari 2009. Hij keerde daarop terug in Amerika en tekende een contract bij de San Jose Earthquakes. Daar groeide hij tot een belangrijk speler voor het elftal, maar hij was genoodzaakt het team te verlaten nadat hij in 2011 in onmin raakte met trainer Frank Yallop. Vervolgens maakte hij de overstap naar Sporting Kansas City.
Voor de vereniging uit Kansas speelde Bobby Convey twee seizoenen lang voordat hij in 2013 werd opgepikt door Sporting Kansas City. Ook zijn verblijf aldaar was kort, want na een seizoen maakte hij al de overstap naar New York Red Bulls. Daar werd hij in zijn eerste seizoen veel geplaagd door blessures met als gevolg dat de optie op zijn contract niet werd gelicht.

## Internationale carrière
Convey maakte zijn debuut voor het Amerikaans voetbalelftal in de wedstrijd tegen Costa Rica op 25 oktober 2000 en werd toen de drie na jongste debutant voor het team ooit. Op 27 juli 2003 scoorde hij zijn enige goal voor het nationale elftal ook tegen Costa Rica. Hij maakte deel uit van het team dat deelnam aan het Wereldkampioenschap voetbal 2006 dat in Duitsland plaatsvond. Hij speelde tijdens de eindronde alle drie de wedstrijden voor The Yanks.

## Erelijst
Reading FC:
- Football League Championship: 2005/06

Sporting Kansas City:
- Lamar Hunt US Open Cup: 2012